# کسی با من بازی نخواهد کرد
کسی با من بازی نخواهد کرد (آلمانی: Mit mir will keiner spielen) فیلمی کوتاه به کارگردانی ورنر هرتسوک است که در سال ۱۹۷۶ منتشر شد.